# 4212 Sansyu-Asuke
A 4212 Sansyu-Asuke (ideiglenes jelöléssel 1987 SB2) a Naprendszer kisbolygóövében található aszteroida. Szuzuki Kenzó és Urata Takesi fedezte fel 1987. szeptember 28-án.